# ヨーロピアンニンフィング
ヨーロピアンニンフィングは、ニンフフィッシングの一種である。

## 概要
フライフィッシングには、ワールドフライフィッシングチャンピオンシップという世界大会があり、主にヨーロッパの各国で毎年開催されている。その世界規模の大会で生まれ進化してきたニンフフィッシングが「ヨーロピアンニンフィング」と言われている。この競技会では「より大きな魚をより多く釣ったものが勝利者」になり、腕利きの世界中のフライフィッシャーマンがその技術を競い合っている。
そんな中で、最大限釣るための技術を試行錯誤し生まれたものが「ヨーロピアンニンフィング」と呼ばれるようになった。
フライフィッシングの釣り方としては、大きく「ドライフライ」「ニンフ」「ウェット」「ストリーマー」に分けられるが、その中でも、どんな川の状況下でもコンスタントに釣りあげることが出来た釣法がニンフフィッシングであり、ニンフフィッシングを更に研ぎ澄まし編み出された釣法がヨーロピアンニンフィングという独特の釣り方に発展した。
ヨーロピアンニンフィングの中には4つの釣り方が存在する。
- ポーリッシュニンフィング（ポーランド）
- チェックニンフィング（チェコニンフ）（チェコ）
- フレンチニンフィング（フランス）
- スパニッシュニンフィング（スペイン）

それぞれの国ごとに特徴的なラインシステムや独特のニンフフライ、流し方があり、そのテクニックは世界的に注目されている。